# Annely Peebo
Annely Peebo (* 16. November 1971 in Viljandi) ist eine estnische Opernsängerin (Mezzosopran).

## Leben
Annely Peebo schloss das Tallinner Musikgymnasium (Tallinna Muusikakeskkool) ab. Sie studierte dort Klavier und Chordirigieren. Von 1990 bis 1994 war sie Sängerin des renommierten Estnischen Philharmonischen Kammerchors (Eesti Filharmoonia Kammerkoor).
Peebo studierte an der Universität für Musik und darstellende Kunst in Wien Gesang bei Gerhard Kahry und dem Opernsänger Curt Malm. 1997 debütierte sie in Rigoletto an der Wiener Staatsoper und gehörte ab diesem Jahr zum festen Ensemble der Volksoper Wien. Seit 2005 ist Annely Peebo freischaffend tätig.
Peebo hat in ihrer Musikkarriere viele prominente Opernrollen gesungen, unter anderem die Hermia in Brittens Ein Sommernachtstraum, die Mercedes in Bizets Carmen, die Dorabella in Mozarts Così fan tutte, den Cherubino in Le nozze di Figaro und die Donna Elvira in Don Giovanni.
2002 moderierte Annely Peebo gemeinsam mit dem estnischen Sänger und Schauspieler Marko Matvere den Eurovision Song Contest in Tallinn.
Die Sängerin hat einen engen Österreich-Bezug und war 2008 beim Finale der landesweiten Modelwahl Österreichs Nächstes Topmodel in der Jury.